# Шазель-сюр-Альб
Шазе́ль-сюр-Альб (фр. Chazelles-sur-Albe) — коммуна во французском департаменте Мёрт и Мозель региона Лотарингия. Относится к  кантону Бламон.

## География
Шазель-сюр-Альб расположен в 50 км к востоку от Нанси. Соседние коммуны: Гондрексон на севере, Отрепьер и Репе на северо-востоке, Верденаль и Бламон на востоке, Домевр-сюр-Везуз на юго-востоке, Эрбевиллер и Сен-Мартен на юго-западе, Блемре на западе, Рейон на северо-западе.

## История
Замок Грансей в Шазель-сюр-Альб был показан ещё на карте Кассини XVIII века. Подвергся серьёзным разрушениям во время Первой мировой вийны, впоследствии частично восстановлен.

## Демография
Население коммуны на 2010 год составляло 32 человека.
| 1962 | 1968 | 1975 | 1982 | 1990 | 1999 | 2010 |
| ---- | ---- | ---- | ---- | ---- | ---- | ---- |
| 56   | 46   | 33   | 35   | 48   | 49   | 32   |

## Достопримечательности
- Церковь в деревне была реконструирована после 1918 года.